# 田原村 (熊本県)
田原村（たばるむら）は熊本県にあった村。鹿本郡に属した。

## 地理
- 河川：木葉川、豊田川

## 歴史
- 1889年（明治22年）4月1日 - 町村制施行により山本郡鞍掛村、後古閑村、富応村、平原村、鈴麦村、豊岡村が合併し発足。
- 1896年（明治29年）4月1日 - 山鹿郡と山本郡が統合し鹿本郡となる。
- 1955年（昭和30年）1月1日 - 植木町、吉松村、山本村、菱形村、桜井村、山東村と合併し植木町となる。

## 学校
- 田原村立田原小学校